# سرخ رود
سرخ رود (بالفارسية: سرخ‌رود) هي إحدى مدن محافظة مازندران في إيران. هذه المدينة هي مركز منطقة سرخ رود بمدينة محمود آباد. يقدر عدد سكانها بـ 6,569 نسمة .